# فتة باغة
فتة باغة (بالفارسية: فته‌باغه) هي قرية تقع في قسم انجيرآب الريفي في إيران. يقدر عدد سكانها بـ 157 نسمة بحسب إحصاء 2016.